# لوکرونان
لوکرونان (به فرانسوی: Locronan) یک کمون در فرانسه است که در Canton of Châteaulin واقع شده‌است.

## خصوصیات
لوکرونان ۸٫۰۸ کیلومترمربع مساحت و ۸۰۰ نفر جمعیت دارد و ۱۴۵ متر بالاتر از سطح دریا واقع شده‌است.

## نگارخانه

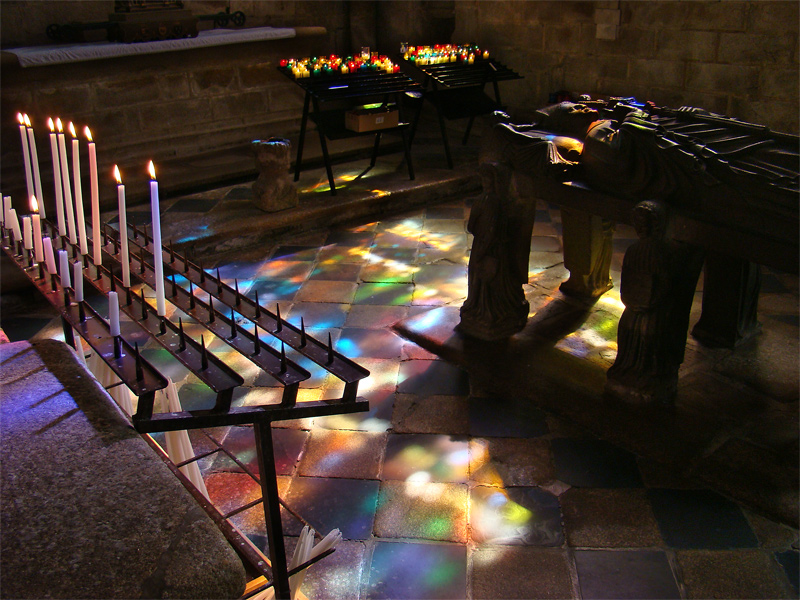
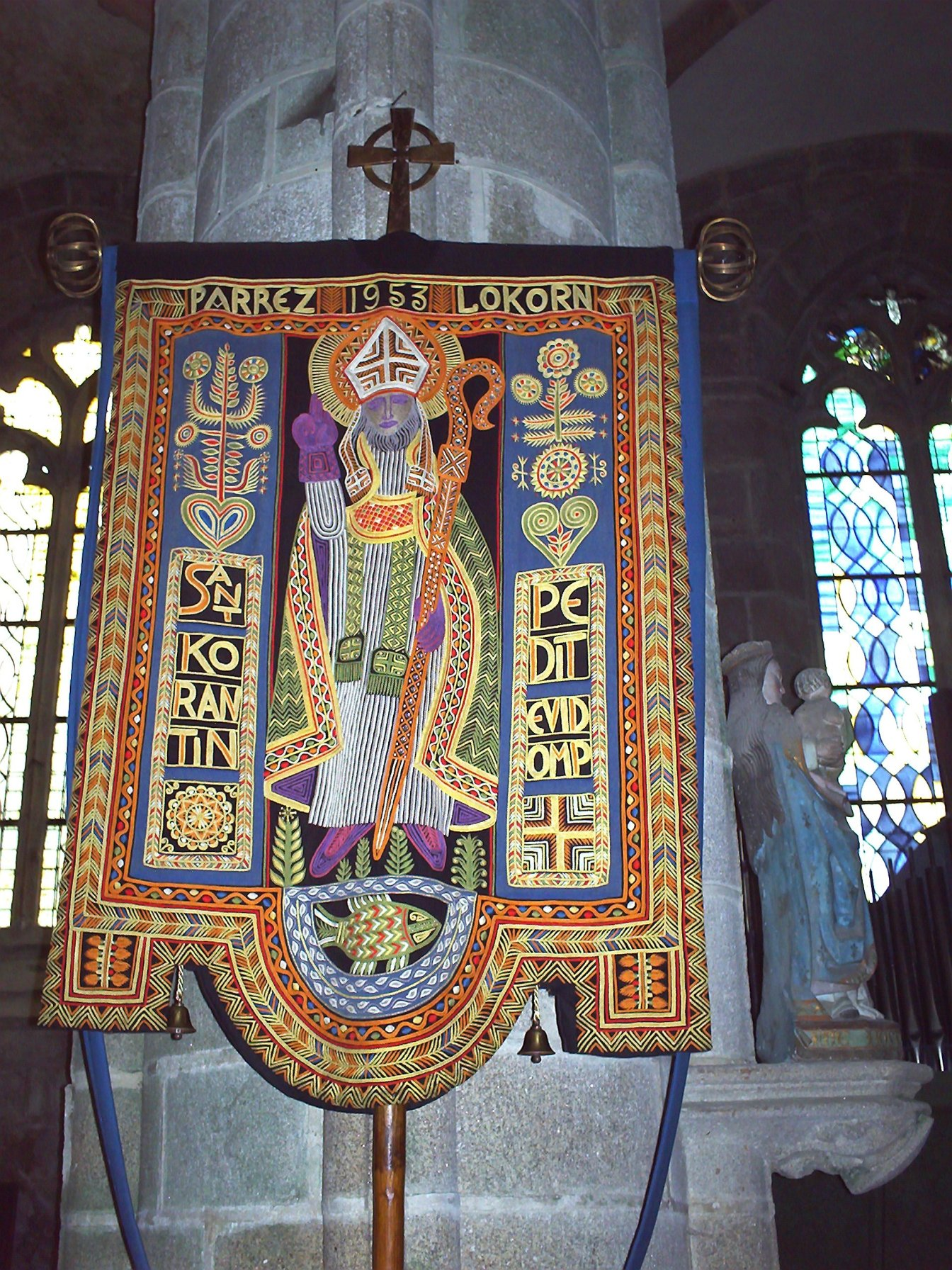
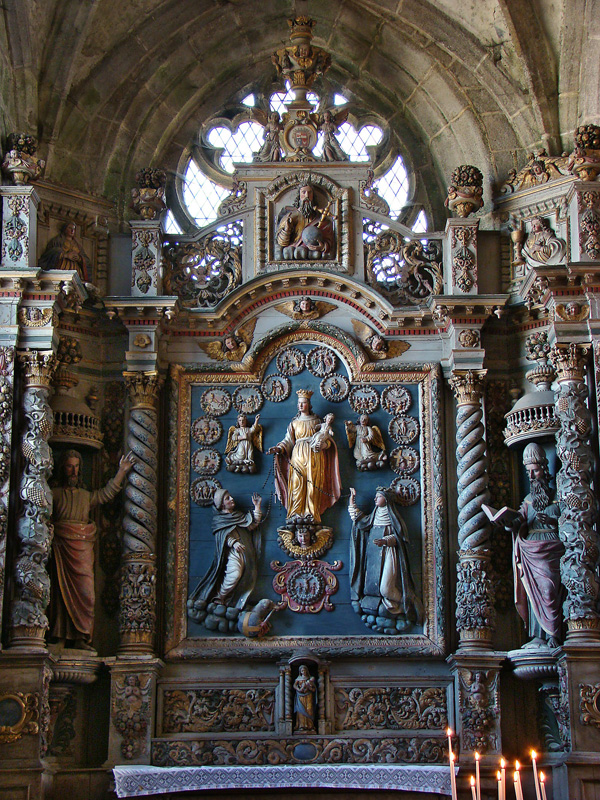